# 城市之母球场
城市之母球場（西班牙語：Estadio Único Madre de Ciudades）是一座位於阿根廷圣地亚哥-德尔埃斯特罗省的首府圣地亚哥-德尔埃斯特罗的綜合體育場，於2021年3月4日落成，並在同一天舉行2019年阿根廷超級盃決賽，由河床對陣競賽會，阿根廷總統阿尔韦托·费尔南德斯亦出席開幕典禮。
原本計劃城市之母球場將會在2021年美洲國家盃舉辦部分比賽。然而由於COVID-19大流行美洲國家盃被移至巴西舉行。球場於2021年6月3日舉行首場國際比賽，由智利對阿根廷的2022年國際足協世界盃外圍賽。

## 歷史
2018年4月13日，圣地亚哥-德尔埃斯特罗省省长赫拉尔多·萨莫拉（Gerardo Zamora）与阿根廷足球協會主席克劳迪奥·塔皮亚（Claudio Tapia）一同提出一个新的体育场项目并得到接受。两个机构签署了一项协议，以使该体育场能够承办阿根廷国家足球队的预选赛，并被提名为主办2021年美洲國家盃的场馆之一。该体育场的另一个目标是成为2030年国际足联世界杯潜在举办地之一，如果南美洲地区的申办提案被国际足联选为获胜方案的话。
建设工作于2018年6月开始，2019年7月城市之母球場被确认为2021年美洲國家盃的主办场馆之一。然而同年11月南美足球协会对建设进展缓慢提出质疑。最终在2019年12月3日，该体育场再次被确认为决赛阶段比赛的主办场馆之一。